# كسر الخواطر (مسلسل سوري)
مسلسل سوري كوميدي من نوع الكوميديا السوداء إنتاج 2006 ويتناول العمل ضمن إطار ينحو باتجاه الكوميديا المآسي اليومية التي يعيشها الإنسان العربي وهموم الشباب المهزومين الذين يسعى كل منهم للحصول على مبتغاه لكن الحياة لا تأتي على خواطرنا بل في بعض الحالات تقوم بكسرها . و من تأليف محمد عمر أوسو و إخراج نذير عواد وبطولة أمل عرفة و وائل رمضان

## الشخصيات الرئيسية للمسلسل
- أمل عرفة : رمزية
- وائل رمضان : مطيع
- محمد عمر أوسو : سلطة
- سلمى المصري : ام رمزية
- صفاء سلطان : زينب
- هالة شوكت: ام مطيع